# Europrop International
Europrop Internacional (EPI) GmbH es un consorcio fundado en 2002 en forma de una sociedad de derecho alemán por los cuatro principales fabricantes de motores europeos de la aeronáutica  MTU Aero Engines, Safran Motores de Aeronave, Rolls Royce e Industria de Turbo Propulsores.
EPI GmbH tiene como objetivo el diseño, el desarrollo, la comercialización, la fabricación y el soporte del TP400-D6 turboprop destinado al avión de transporte militar A400M de Airbus Defence and Space.
Actualmente el TP400 es el turbopropulsor en operación más potente del mundo.
Europrop International GmbH reúne la pericia de cada fabricante de motores y agrupa a unas 2500 personas en toda Europa implicadas en el programa TP400-D6. Establecidos en Múnich, los equipos de Europrop International también están presentes en Madrid, Sevilla y Berlín. El ensamblaje final del motor TP400-D6 se realiza en Múnich antes de su entrega a Airbus Defence and Space en Sevilla.
EPI GmbH propone a sus clientes ofertas de apoyo específicas que tienen por objeto garantizar una disponibilidad óptima y se basa en los recursos industriales de los socios del consorcio.

## Historia
Europrop GmbH se creó en 2002. Un año después de su creación, EPI GmbH con el TP400 fue seleccionado por Airbus Military para el diseño del motor destinado a la propulsión del Airbus militar A400M. En 2004 comenzó el análisis del diseño del motor y un año más tarde se realizó el primer ensayo en tierra. La primera prueba del motor con las hélices se realizó en 2006, y el primer banco de ensayo en vuelo del TP400 en 2008.
El primer vuelo del A400M tuvo lugar en 2009. Dos años más tarde, el motor TP400 fue certificado según los estándares europeos de la aviación civil (certificación AESA). 2012 marcó la primera entrega del motor. En 2013, el A400M fue puesto en servicio por el Ejército del Aire francés. El año siguiente, el aparato se entregó a tres países suplementarios: Turquía, Reino Unido y Alemania. En 2015 tuvo lugar la primera entrega a la Real Fuerza Aérea de Malasia, primer cliente en la exportación del A400M y del TP400, y en 2016 la primera entrega al Ejército del aire español. .
En 2017, EPI GmbH firmó un contrato de soporte con la Real Fuerza Aérea de Malasia, que se extendió hasta 2019.  